# Acetato de ferro(III)
Acetato de ferro (III) ou acetato férrico, comumente conhecido como acetato de ferro básico, é um composto químico com a fórmula [Fe3O(OAc)6(H2O)3]OAc (OAc é CH3CO2-). É um sal, com um ânion acetato e o cátion triangular  [Fe3O(OAc)6(H2O)3]+..  Cada metal no cátion é ligado a seis átomos de oxigênio, incluindo um óxido triplamente ligado no meio do triângulo equilátero. As águas de ligação podem ser substituidas por outras bases de Lewis, tal como a piridina.

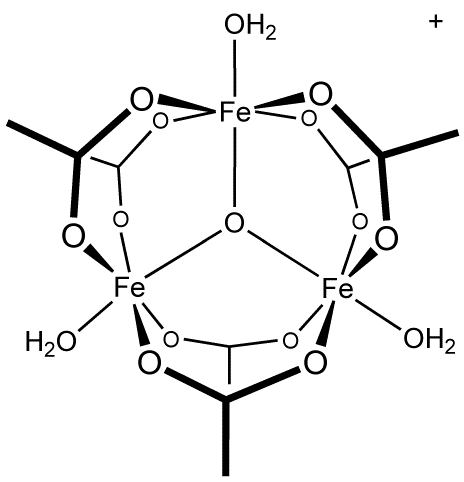
The cation in basic iron acetate.

Redução destas species affords the derivados de valência mista que contém um centro ferroso (ferro (II)) em adição a dois centros férricos (ferro (III)).
Em geral o acetato estabiliza estruturas multimetálicas. Outros exemplos incluem o acetato de cromo (II), acetato de cobre (II) e o acetato básico de berílio.

## Outros acetatos básicos
Outros metais dão estruturas análogas: cromo, rutênio, vanádio, e ródio.  Adicionalmente, substâncias similares com metais mistos são conhecidos tais como o composto de carga neutra [Fe2CoO(OAc)6(H2O)3].